# 格兰特·卢埃林
格兰特·卢埃林（英語：Grant Llewellyn，1960年12月29日—）是威爾斯出身的英国古典音乐指挥家。

## 生平
1960年生于彭布罗克郡。早年师从伦纳德·伯恩斯坦、小泽征尔、库尔特·马苏尔和安德烈·普列文。1985年开始在麻薩諸塞州坦格伍德音乐中心出任指挥，之后担任波士顿交响乐团副指挥。1990年至1995年担任BBC威爾斯國家管弦樂團副指挥。1993年至1996年担任挪威斯塔万格交响乐团首席客座指挥。1995年至1998年担任弗拉芒皇家爱乐交响乐团首席指挥。
2001年至2006年担任波士顿亨德尔和海顿音乐团音乐总监兼首席指挥。2004年7月至2019年担任北卡罗莱纳交响乐团音乐总监。2014年起，担任布列塔尼交响乐团音乐总监。
2001年，他与导演陳士爭合作，在南卡罗来纳州查尔斯顿斯波雷托艺术节指挥了亨利·普賽爾的《蒂朵與艾尼亞斯》。